# Cura te ipsum
Cūra tē ipsum (с лат. — «исцели себя сам») — латинское крылатое выражение. Означает призыв обратить внимание на самого себя и собственные недостатки. Также встречается варианты medice, cura te ipsum! (с лат. — «врач, исцели себя сам!») и древнегреческий: ἰατρέ, θεράπευσον σεαυτόν.
Впервые выражение встречается в латинском переводе Библии Вульгате. В Евангелии от Луки, где Иисус читает в синагоге отрывок из книги пророка Исайи и после слов «Дух господень на мне; ибо он помазал меня благовествовать нищим, и послал меня исцелять сокрушённых сердцем, проповедывать пленным освобождение, слепым прозрение, отпустить измученных на свободу» (4:18) говорит слушающим: «Он сказал им: конечно, вы скажете мне присловие: врач! исцели самого себя…» (4:23). В контексте IV главы Евангелия упомянутая пословица имеет более широкое значение; она может быть обращена к любому специалисту: умей делать своё дело; докажи, что ты умеешь это делать. Несмотря на то, что первоисточником этой пословицы считается Евангелие от Луки, она, видимо, уже существовала ранее.
У Н. И. Пирогова в дневнике «Вопросы жизни. Дневник старого врача» есть строки:

«В клинике при входе был вделан в стену крест с надписью per crucem ad lucem (с лат. — «через крест к свету»). Несколько далее стояла на другой стене надпись: „Medice, cura te ipsum…“».
Близкие по смыслу выражения появляются в литературных классических текстах по крайней мере с 6-го века до н. э. В трагедии греческого драматурга Эсхила «Прометей прикованный» хор комментирует страдания Прометея:

«Позорной мукой сломлен, растерялся ты

И духом пал, как скверный врач пред собственной

Болезнью. Ты найти не в силах снадобья,

Которое тебя же исцелить могло б».
Оригинальный текст (др.-греч.)«Πέπονθας αἰκὲς πῆμ’ ἀποσφαλεὶς φρενῶν

Πλάνῃ, κακὸς δ’ ἰατρὸς ὥς τις ἐς νόσον

Πεσὼν ἀθυμεῖς καὶ σεαυτὸν οὐκ ἔχεις

Εὑρεῖν ὁποίοις φαρμάκοις ἰάσιμος.»

Фридрих Ницше в работе «Так говорил Заратустра» перефразировал этот афоризм так: «Врач, исцелись сам, и ты исцелишь также и своего больного!» (нем. Arzt, hilf dir selber: so hilfst du auch deinem Kranken noch).